# Grafo de Higman-Sims

As partes em separado da construção de Hafner.

No campo da matemática da teoria dos grafos, o Grafo de Higman–Sims é um grafo não direcionado, 22-regular com 100 vértices e 1100 arestas. É o único grafo fortemente regular com 100 vértices e valência 22, onde nenhum par de vértices vizinhos partilham um vizinho comum e cada par de vértices não-vizinhos partilham seis vizinhos comuns. Foi construído em 1968 por Donald G. Higman e Charles C. Sims como uma forma de definir o grupo de Higman–Sims, e este grupo é um subgrupo do índice dois no grupo de automorfismos do grafo de Higman–Sims.
A construção começa com o grafo M22, cujos 77 vértices são os blocos do S(3,6,22) sistema de Steiner W22. Vértices adjacentes são definidos como blocos disjuntos. Este grafo é fortemente regular; qualquer vértice tem 16 vizinhos, quaisquer dois vértices adjacentes não tem vizinhos comuns, e quaisquer dois vértices não adjacentes têm 4 vizinhos comuns. Este grafo tem M22:2 como seu automorfismo de grupo, sendo M22 o seu grupo Mathieu.
O grafo de Higman–Sims é formado anexando os 22 pontos de W22 e um 100º vértice C. Os vizinhos de C são definidos ser estes 22 pontos. Um ponto adjacente a um bloco é definido ser aquele que está incluído.
Um grafo de Higman–Sims pode ser particionado em duas cópias do grafo de Hoffman–Singleton de 352 maneiras.

## Propriedades algébricas
O grupo de automorfismo do grafo de Higman–Sims graph é um grupo de ordem 88704000 isomórfico ao produto semidireto do grupo de Higman–Sims de ordem 44352000 com o grupo cíclico de ordem 2. Ele tem automorfismos que levam qualquer aresta para outra aresta, fazendo o grafo de Higman–Sims um grafo aresta-transitivo.
O polinômio característico do grafo de Higman–Sims graph is (x − 22)(x − 2)77(x + 8)22. Portanto o grafo de Higman–Sims é um grafo integral: seu espectro de grafo consiste inteiramente de inteiros. Ele é também considerado o único grafo com este polinômio característico, fazendo dele um grafo determinado por seu espectro.

## Dentro da malha de Leech

Uma projeção do grafo de Higman-Sims dentro da malha de Leech.

O grafo de Higman-Sims ocorre naturalmente no interior da malha de Leech: se X, Y e Z são três pontos na malha de Leech tais que as distâncias XY, XZ e YZ são 2, 3, 3 respectivamente, então há exatamente 100 pontos da malha de Leech T de tal forma que todas as distâncias XT, YT e ZT são iguais a  2, e se ligarmos dois pontos, tais T e T′ quando a distância entre eles é 2, O grafo resultante é isomorfo ao grafo de Higman-Sims. Além disso, o conjunto de todos os automorfismos da malha de Leech (Isto é, congruências euclidiana fixando-a) que fixam cada um dos X, Y e Z é o grupo de Higman–Sims (Se nós permitirmos trocar X e Y, a extensão de ordem 2 de todos os automorfismos de grafos é obtida). Isso mostra que o grupo Higman-Sims ocorre dentro do grupo de Conway Co2 (com sua extensão de ordem 2) e Co3, e, conseqüentemente, também Co1.